# Mount Craig (Colorado)
Der Mount Craig ist ein 3660 Meter hoher Berg im US-Bundesstaat Colorado. Er befindet sich im Rocky-Mountain-Nationalpark und wurde, wie auch die Stadt Craig, nach William Bayard Craig (1848–1916) benannt.